# Annona echinata
Annona echinata este o specie de plante angiosperme din genul Annona, familia Annonaceae, descrisă de Michel Félix Dunal. Conform Catalogue of Life specia Annona echinata nu are subspecii cunoscute.